# Antropomorfismo en la Cábala
La Cábala, el sistema central del misticismo judío, utiliza sutiles analogías y metáforas antropomorfas para describir a Dios en el judaísmo. Así, se dejan sentir ciertas influencias masculino-femenino en los conceptos y en las metáforas.
Los cabalistas repetidamente advierten y acentúan la necesidad de divorciar sus nociones de cualquier corporatibidad, dualismo, pluralidad, o connotaciones espacio-temporales. Por ejemplo cuando se dice "The Torah speaks in the language of Man" (La Torah habla en la lengua del Hombre), por lógica, los términos empíricos allí usados necesariamente están influidos por las experiencias humanas en este mundo.
Y una vez que una primera analogía o correspondencia es establecida, las limitaciones quedan entonces relacionadas con el cuarto mundo o mundo de las acciones (qlifot), para así llegar a un concepto más verdadero o más correcto.
Debido al peligro de establecer una analogía impura, la tradición cabalística usualmente restringe la transmisión oral de la Torah a círculos cerrados, que tengan transparencia y motivos sinceros, y que principalmente se orienten a estudios avanzados y a una preparación de élite. 

Dios no tiene apariencia corporal ni cuerpo como se dice: "porque no habéis visto semejanza" (Pentateuco). Este principio extiende lo dicho anteriormente para decir que, aunque hemos comparado de manera análoga el secreto de Su Nombre con Su Existencia Absoluta con el de un cuerpo con un alma, esta analogía de hecho no es comparable porque, Dios no lo quiera, Dios no tiene apariencia corpórea ni cuerpo y no está limitado por las limitaciones del cuerpo y lo que le sucede, como el movimiento, la posición u otros cambios
Isaiah Horowitz, Shelah haKadosh

Esto es lo que creyeron todos los Sabios y Geonim y escribe en nombre del piadoso R. Eliezer de Garmiza que "el Creador no tiene límite ni frontera finita, no se eleva, no se sienta ni camina y no se para, asciende ni desciende"
Ramban

Comprender la Cábala a través de su unidad, en completa armonía talmúdica, halájica, y filosófica, era requisito previo para evitar los falsos peligros. Así, se atribuyeron las herejías místicas shabateas de los siglos XVII y XVIII, a una corporatibidad falsa en la Cábala por motivos indignos.
Posteriormente, el pensamiento del judaísmo jasídico vio su popularización como una salvaguarda contra la corporatibidad esotérica, por su renovada internalización del misticismo judío a través de la experiencia psicológica-espiritual del hombre.

## Maimónides
Maimónides en la Guía y sus comentarios enseña que en la Torá todas las metáforas se usan para que Dios sea conocido; por ejemplo "sentado" se refiere a Dios por su perfección e inmutabilidad, como dicho: "La Torá usa el lenguaje del ser humano".

Todos aquellos atributos que consideramos defectos, como muerto, débil, ignorante, pobre, malo, etc., los negamos absolutamente ya que estos atributos, que son defectos, no se encuentran en Dios, sino que se encuentra todo lo contrario en Él: Dios es "perfección". Pero, cuando expresamos una negación que denota una perfección, incluso para nosotros, como vivos, poderosos, sabios, ricos, buenos, el significado no es que este atributo no exista en Él, que sería lo contrario que en realidad es un defecto... La negación de esto, lejos de atribuir la perfección a Dios, es un insulto y una blasfemia. Lo que queremos decir en este último caso es que las perfecciones que entendemos por vivos, poderosos, sabios, etc., no se encuentran en Dios como en nosotros, sino de una manera más honrosa y excelente, tanto que admiten no hay relación entre la perfección en nosotros tal como la entendemos y la perfección cuando es atribuida a Dios
José Albo

Dios es perfecto en todos los atributos que podemos admitir para un Tzadik pero Dios es Uno, es decir, Él fue, es y será siempre perfecto en todos los atributos de una manera eterna; los Tzadikim tienen niveles y niveles para vivir de acuerdo a todos los atributos divinos, incluso en el ámbito espiritual, pero sabemos, por ejemplo en Zemanim, que Yom Kippur es uno de los días en todo el año como Shabat es uno de los días de toda la semana y estos son los mejores días durante la "vida judía" del año: por lo tanto vemos que todos los Tzadikim tienen percepciones espirituales sobre esta experiencia pero siempre de diferentes maneras y no como Dios que es siempre Perfecto de todas las perfecciones. Esta es también la diferencia entre los "mundos-infinitos" y el "mundo-finito" en Cábala, como se afirma: Este mundo es un "modelo" del mundo eterno.

Y como todas las concepciones de Dios son infinitas en excelencia y "como dulce satisfacción"... y son eternas ...El salmista concluye: "En tu diestra está la bienaventuranza para siempre." Y como un ser humano no puede abarcar el infinito en su conocimiento, su perfección debe consistir en una concepción parcial de Dios, por eso dice el salmista: "Tú me haces conocer el camino de la vida". No se diga derek, sino orah, que significa un camino "relativo" para indicar que incluso una sola concepción de los atributos de la perfección contiene un camino... y un camino hacia la vida eterna y, como la comprensión de Dios por parte de una persona aumenta los atributos de perfección, así también aumenta su deleite en la vida eterna, al igual que su gozo y placer. De esto podemos hacernos una idea del gran gozo y deleite que tiene Dios en conocer Su esencia misma porque tiene un número infinito de perfecciones y cada una tiene un valor infinito. Por lo tanto ningún otro Ser puede captar Su esencia, como dijo el sabio cuando se le preguntó si conocía la "quiddidad" de Dios, su respuesta fue: "Si lo conociera, sería Él". El significado es que no hay nadie que aprenda Su esencia excepto Dios, aunque Su existencia es más claramente evidente para todos a partir de Sus actos. Alabado sea Aquel que nos supera con Su perfección
José Albo

Dios es perfecto en sus Sefirot y los Tzadikim deben aprender por la imitatio Dei. Dios es perfecto en la alegría, es perfecto en todos sus Partzufim, es decir, en Jojmá, Biná y Daat: toda su sabiduría es verdadera en cada parte como en toda su totalidad pero Él es Uno y no hay “división ni homogeneidad”: la verdad es su sabiduría y esto es verdad porque Dios es "verdad"; por lo tanto, Dios es verdadero, el Dios de la Verdad. No hay palabras "malvadas" y falsas con Dios porque estos no son tipos perfectos de existencia. Moisés quería conocer la Esencia de Dios mientras Él le mostraba Su Bien después de Él, detrás de Su "espalda": Dios es perfecto incluso en el bien y toda la bondad y los mejores atributos de los Tzadikim provienen de Dios.

## La metáfora de la sexualidad en la Cábala
Además, estos Ghevurot en el varón, llamados 'Mujer de valor', 'Corona de su marido', tienen una gran ventaja sobre los Jasadim: todavía tienen toda la fuerza de sus luces, haciéndolos superiores a las luces de los Jasadim. Comprende muy bien esto, cómo la hembra es llamada 'la corona de su marido', porque mientras está en el varón la fuerza de su luz no se debilita, haciéndola más grande que él. Pero cuando se le dan los Ghevurot para que emanen a través de su cuerpo, luego se convierten en Mayim Nukvin en su Yesod, las almas que allí se hacen son 'almas femeninas', inferiores a las masculinas ya que su luz es más débil. Recuerda bien este principio y no lo olvides
Jaim Vital

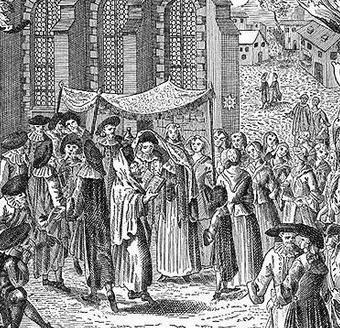
Los cabalistas relacionaron el Sephiroth, la Shekhiná, y el Partzufim con los principios divinos masculino-femenino, representados en la unión judía (matrimonio judío).

En la Cábala explicada tanto por Isaac Luria como por Jaim Vital, obviamente con referencia a la sabiduría sobre las Sefirot y los Partzufim, el conocimiento de los Cinco Mundos y de Dios prevalece sobre el de la sexualidad como 'meramente' expresado en los textos de la Halajá cuando es necesario para enseñar las reglas judías. Aparte de los casos de Abba, Imma, Zeir Anpin y Nukva o Arik Anpin y Atik Yomim, todos los dictados expresados sobre las Sefirot también pueden referirse a la sexualidad en detalle, de hecho, a menudo se discuten las aguas masculinas y aguas femeninas, tomando como base el vínculo entre el hombre y la mujer para volver a los arquetipos divinos: como está escrito en los textos de la Cabalá, es por lo tanto cierto que la sexualidad, o sus teorías simbólicas, es útil para comprender incluso los atributos o las modalidades divinas, sobre todo gracias a la tradición de sabiduría cabalística de Jassadim y Ghevurot.

## Cábala extática
El texto de la Cábala judía Shi'ur Qomah (שיעור קומה, Dimensiones del cuerpo) no se ocupa tanto del antropomorfismo como se entiende comúnmente, es decir, con alegorías que están sujetas a un proceso exegético-trascendental, por lo tanto, a través de las capacidades intuitivas de apercepción del intelecto; las medidas descritas en el Shi'ur Qomah se convierten en 'una especie de punto de inflexión extático' en el curso de su estudio. Además de la meditación que el texto favorece en la investigación hermenéutica, el Shi'ur Qomah permiten proyectarse casi repentinamente en la comprensión de Dios con eternidad: la cantidad matemática descrita, que en la descripción es casi infinita, se convierte por tanto en el límite dentro de la percepción de Dios y del infinito. Considerando que la concepción de lo 'infinito' se opone a lo 'finito', categorías materiales y físicas ya que Dios es Santo y eterno, Grande y Perfecto, la imposibilidad de calcular matemáticamente Sus 'dimensiones' es el acceso mismo a una semi-concepción de la esencia de Dios.

## «Imitatio Dei»
Las Sefirot son el paradigma ontológico-espiritual divino proyectado en el ser humano como pináculo de la Creación: la suma teológico-escatológica de la misión existencial humana en el mundo se centra y resuelve en el conocimiento de la sagrada Torá como acto omniabarcante redentore.
Por lo tanto con el estudio de la Torá el judío puede alcanzar el conocimiento de Jojmá y Biná con los niveles desde Keter hasta Maljut y nuevamente con referencia a Keter, esto cada vez para todos los conceptos e ideas de la Cabalá o sobre todas las palabras y enseñanzas sagradas y, a veces, incluso en la "charla":

En la mente del hombre existen las diez Sefirot porque Jojmá y Biná son como padres que dan a luz... tal como para un concepto. Al principio, la idea se llama Jessed ya que tiene una expansión ilimitada, por lo que se necesita Ghevurah para limitar la idea y poder transmitirla. Todo sucede a través de ‘la columna central’, por eso es necesario tener fe, como dice el Talmud: Habacuc vino y resumió la Torá como fe. Y luego el placer del nuevo ‘kidush’ se llama Yessod, ‘el miembro del placer’; y esto se revela a través de la palabra, que se llama Maljut - ¿Cómo se convierte una persona en el hogar de Dios? La persona debe refinar su cuerpo y su alma, elevando sus cualidades espirituales y, en términos generales, esto se refiere a los órganos principales de un individuo, como los ojos, los oídos... De modo que lo que vemos, lo que oímos es bueno, etc., y entonces todos nuestros órganos y venas se vuelven sagrados. Y esto es lo que dice: “Tu campamento será sagrado”, y tu alma se vuelve luz; y los 248 miembros de tu cuerpo son como llamas de fuego, y esto es a través del estudio de la Torá y la práctica de las Mitzvot de manera altruista, con amor y temor a Dios
Baal Shem Tov

La transposición de lo divino al hombre se armoniza en la concesión del espíritu santo, el ‘Ruaj Hakodesh’, perfecta coincidencia de elevación y materialidad en la unión del alma y el cuerpo; el hombre se vuelve así ‘ultraconsciente’ porque está dotado de la sabiduría divina de la Torá escondida en la Cabalá como se dice: a imagen y semejanza, según la imitatio Dei.